# Lenguas yidíñicas
Las Lenguas yalánjicas son un subgrupo de lenguas pama dentro de la familia de lenguas pama-ñunganas, habladas en la región de la Península del Cabo York, en Queensland, Australia.

## Lenguas
Las lenguas pertenecientes a este subgrupo son:
- Djabugay
- Yidiny

Sin embargo, Bowern (2011) separa sólo a Yidiny, dejando a Djabugay como lengua pama directamente.